# I diavoli in giardino
I diavoli in giardino (Demonios en el jardín) è un film del 1982 diretto da Manuel Gutiérrez Aragón.

## Riconoscimenti
- Festival di San Sebastián
  - Concha de Oro